# مارك مكلينان
مارك مكلينان (بالإنجليزية: Mark McLennan)‏ (28 أبريل 1991 - ) هو مدرب كرة قدم ولاعب كرة قدم بريطاني في مركزي الدفاع والظهير. لعب مع نادي سانت ميرين ونادي ستنهاوسموير وإيرفين ميدو XI ‏ وPollok F.C. ‏.

## وصلات خارجية
- مارك مكلينان على موقع قاعدة بيانات كرة القدم.إي يو (الإنجليزية)